# Nathaniel de Rothschild
Nathaniel de Rothschild, (Londres, 2 de julio de 1812 - París 19 de febrero de 1870), fue un empresario y banquero fundador de la rama de francesa de vinicultores de la familia Rothschild.

## Semblanza
Nathaniel de Rothschild nació en 1812 en Londres. Fue el cuarto hijo de Nathan Mayer Rothschild (1777-1836) y Hannah W. Cohen (1783-1850). Era miembro de la rama de banqueros Rothschild radicados en el Reino Unido, estrechamente relacionados con De Rothschild Frères.
Se trasladó a París en 1850 para trabajar en el negocio bancario propiedad de su tío, James Mayer de Rothschild (1792-1868).
En 1853, adquirió el Château Brane Mouton, un viñedo situado en Pauillac, en el departamento de Gironda, a un banquero de París llamado Thuret que previamente se lo había comprado al barón Hector de Branne en 1830. Rothschild pagó 1.175.000 francos por los 65 acres (263.000 m²) de viñedos de Brane-Mouton, y cambió el nombre de la finca, que pasó a llamarse Château Mouton Rothschild. Vinculado al negocio de la producción de vino, llegaría a convertirse en uno de los enólogos más conocidos del mundo.
En 1868, su tío James adquirió un viñedo vecino, el Château Lafite, una prestigiosa propiedad productora de vinos calificados como primer cru con una extensión más de tres veces el tamaño del Chateau Mouton, que creó una rivalidad familiar. En la Clasificación Oficial del Vino de Burdeos de 1855, el Château Mouton solo alcanzó la categoría de segundo cru, algo que molestó mucho a su propietario. En respuesta, compuso el lema: Premier ne puis, second ne daigne, Mouton suis. ("Primero no puedo ser, segundo no elijo ser, Mouton soy").
En 1842 se casó con Charlotte de Rothschild (1825-1899), hija de James Mayer de Rothschild. Tuvieron los siguientes hijos:
- Nathalie de Rothschild (1843-1843)
- Nathan James Edouard de Rothschild (1844–1881), casado con Laura Thérèse von Rothschild en 1871.
- Mayer Albert de Rothschild (1846-1850)
- Arthur de Rothschild (1851-1903)

En 1856, Nathaniel y su esposa compraron a Denis Decrès el inmueble situado en el número 33 de la Rue du Faubourg Saint-Honoré de París. En ese momento estaba alquilado a la embajada rusa, pero cuando se agotó el contrato de arrendamiento en 1864, renovó el edificio y lo convirtió en su residencia en la ciudad. La propiedad pasó a su hijo Arthur de Rothschild, quien la vendió en 1918 al Círculo de la Unión Interaliada. En 1878, Nathaniel compró la Abadía de Vaux de Cernay en Cernay-la-Ville, por entonces las ruinas de una abadía cisterciense construida en 1118. Junto con su esposa, emprendió un extenso trabajo de restauración y la construcción de una villa para convertir la propiedad junto al lago en una lujosa casa de campo.
La propiedad del Château Mouton Rothschild pasó a su hijo James Nathan y, a través de él, a su bisnieto Philippe de Rothschild.
Nathaniel falleció en 1870 en París, a los 57 años de edad.

## Legado
Tras su muerte, sus hijos y nietos mostraron poco entusiasmo por el negocio del vino. Pasarían 118 años antes de que Château Mouton, bajo el liderazgo del bisnieto de Nathaniel, Philippe de Rothschild (1902-1988), se convirtiera en el único viñedo francés en lograr su reclasificación a la prestigiosa categoría vinícola primer cru que distingue a los vinos más prestigiosos de la región de Burdeos.